# Силва де Оливейра, Вандерлей
Вандерлей Силва де Оливейра (порт.-браз. Vanderlei Silva de Oliveira; 18 июня 1977), известный как Вандерлей — бразильский футболист.

## Карьера
Начинал карьеру в «Америке» из Сан-Паулу, далее играл за «Волта-Редонду» и «Лондрину». Весной 2003 года перешёл в российскую «Аланию». Дебютировал 16 марта в домашнем матче 1-го тура против московского «Динамо». В первом круге сезона провёл 12 матчей и прибыл на просмотр в «Ростов», но клубу не подошёл. Однако всё-таки перебрался в Ростов-на-Дону, где неплохо выучил русский язык и давал интервью. В «Ростове» матчей за основной состав не сыграл, проведя 6 матчей за дубль. Вандерлей вернулся в Бразилию и играл за «Сеару» до 2007 года.